# Tasakosegér-félék

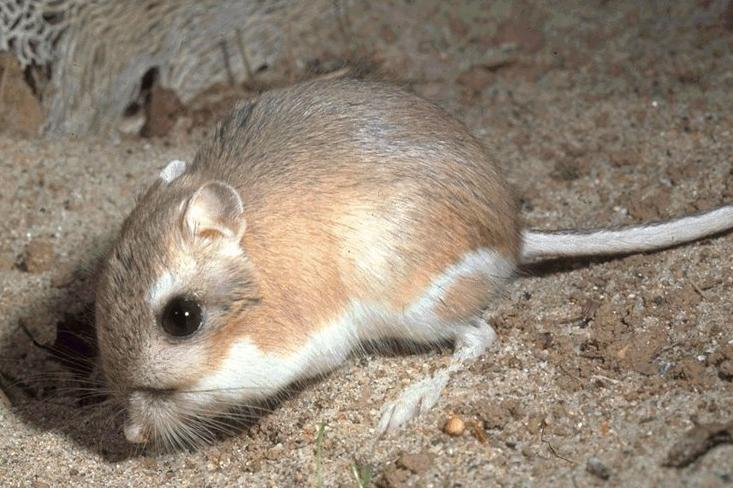
Texasi kengurupatkány (Dipodomys ordii)

A tasakosegér-félék (Heteromyidae) az emlősök (Mammalia) osztályába és a rágcsálók (Rodentia) rendjébe tartozó család.
A tasakosegér-félék nagyon különféle alkatú állatok. Közös tulajdonságuk, hogy kívül, a pofán nyíló, belül rövid szőrrel borított pofazsebük van. Észak- és Közép-Amerikában élnek.
A tasakosegér-félék családja 64 fajt tartalmaz.

## Rendszerezés
Ebbe a családba 3 alcsalád, 5 nem és 64 faj tartozik:
- tasakosugróegér-formák (Dipodomyinae) Gervais, 1853 alcsaládba 2 nem és 22 faj tartozik
  - Dipodomys Gray, 1841 – 20 faj, kengurupatkányok
  - Microdipodops Merriam, 1891 – 2 faj, törpe kengurupatkányok

- tasakosegér-formák (Heteromyinae) Gray, 1868 alcsaládba 1 élő nem és 16 faj tartozik
  - Heteromys Desmarest, 1817 – 16 faj, erdei- tasakosegerek

- Perognathinae Coues, 1875 alcsaládba 2 nem és 26 faj tartozik
  - Chaetodipus Merriam, 1889 – 17 faj, tüskés tasakosegerek
  - Perognathus Wied-Neuwied, 1839 – 9 faj, sivatagi tasakosegerek

### Fordítás
- Ez a szócikk részben vagy egészben  a   Heteromyidae című francia Wikipédia-szócikk fordításán alapul.  Az eredeti cikk szerkesztőit annak laptörténete sorolja fel. Ez a jelzés csupán a megfogalmazás eredetét és a szerzői jogokat jelzi, nem szolgál a cikkben szereplő információk forrásmegjelöléseként.